# Sorttjärnen (Burträsks socken, Västerbotten)
Sorttjärnen är en sjö i Skellefteå kommun i Västerbotten och ingår i Rickleåns huvudavrinningsområde.